# Valentino, el argentino
Valentino, el argentino es una telenovela colombo-argentina producida por Pol-ka y Vista Producciones para Canal 13 y RCN Televisión en 2008. Esta protagonizada por Julián Román y Liliana González. Coprotagonizada por Matías Santoiani, Alejandro Fiore, Ana Lucía Domínguez, Alejandro López, Luly Bossa y Segundo Cernadas. También, contó con las actuaciones especiales de Héctor Calori y los primeros actores Pablo Alarcón y Cristina Alberó. Y la presentación de Gisela Van Lacke. Los dos protagonistas principales son estrellas de la televisión colombiana, sin embargo, el elenco estuvo integrado también por actores argentinos. respectivamente tuvo la particularidad de ser grabada en ambos países. Los primeros 94 capítulos fueron grabados en Argentina, mientras que los 21 restantes lo hicieron en Colombia.   
Fue producida En Colombia, la novela solo duró al aire 4 días y fue sacada de la programación por baja sintonía. En Argentina fue un éxito, se emitió completa hasta su finalización. 
En noviembre de 2021 regresó a Colombia para ser emitida en su totalidad a través del canal de cable RCN Novelas.

## Sinopsis
Valentino (Julián Román) es un joven introvertido, que ha sufrido toda su niñez. En su más tierna infancia debía esconderse de otros chicos que lo hostigaban permanentemente. Pero su vida hubiese sido aún más miserable sin la ayuda de su amiga Margarita (Liliana González) una niña robusta que lo protegía y acompañaba permanentemente. A pesar de estas vicisitudes, con el tiempo las cosas para el joven Valentino parecen querer cambiar... Teresa (Luly Bossa) su madre, al verlo tan cobarde y deprimido decide revelarle un secreto que ha guardado durante muchos años y que modificará el rumbo de su vida: le confiesa que su padre era un argentino; pero no uno cualquiera, sino el mismísimo dueño de La Pampa.
Esta noticia transformará drásticamente al joven Valentino: esa misma noche surgirá del espejo su “alter ego” (Segundo Cernadas) que es él mismo pero dotado de confianza y seguridad. El joven pasará de ser un perdedor absoluto a un galán irresistible. Las mujeres se convertirán en su afición. Y la ya crecida Margarita seguirá a su lado como amiga incondicional... Aunque en realidad se halle perdidamente enamorada de él.
Esta condición de "amante empedernido" le terminará trayendo muchos problemas. Y nuevamente su madre entrará en acción para revelarle un segundo secreto: su padre está vivo; y se encuentra en la Argentina. Hacia allí viajará entonces el muchacho junto con Margarita, con la intención de conocerlo en persona. Pero para ello Valentino deberá enfrentarse a situaciones inesperadas.

## Elenco
- Julián Román como Valentino.
- Liliana González como Margarita.
- Segundo Cernadas como Alter ego.
- Ana Lucia Domínguez como Claudia.
- Luly Bossa como Teresa.
- Pablo Alarcón como Marcos.
- Alejo Correa como Felipe Contreras.
- Héctor Calori como Modestio.
- Matías Santoianni como Omar.
- Víctor Mallarino como Dr. Correa
- Alejandro Fiore como Chanfarella.
- Adriana Salgueiro como Tete.
- Diego Díaz como Cristian.
- Gisela Van Lacke como Fernanda.
- Carolina Eugenia Márquez como Paty.
- Luz Cipriota como Anahí.
- Santiago de Jesús Diaz como Robinson.
- Cristina Alberó como Lidia.
- Irene Goldszer como Dulce.
- Salvatore Cassandro como Marmol.
- Santiago Ramundo como Marcelo.